# EMule eXcalibur Mod
eMule eXcalibur Mod，简称eXcalibur Mod或eXcalibur，是基于官方eMule和eMule VeryCD Mod开发的一个自由开源的P2P文件共享软件。它是一个eMule Mod，遵循GNU GPL协议。
eXcalibur的作者是中国程序员风之痕（FzH）。最新版本是约2008年10月发布的基于VeryCD Mod 080919的eXcalibur 1.85.3。

## 功能
eXcalibur吸收了VeryCD Mod和其他一些Mod的大量特性。其最大特点是保留了VeryCD Mod的LowtoLow内网互联功能，使得两个内网LowID用户可以互相连接。
它保留VeryCD Mod优点的同时，也去除了VeryCD Mod的一些有争议的功能，如内置浏览器、搜索关键词过滤、社区加分、IE BHO插件、用户名强制添加标签等等。
eXcalibur使用动态反吸血驴保护功能，不过仅支持风之痕的DLP+。
eXcalibur自带的Kad节点文件可能需要更新。